# 土師幸平
土師 幸平（はぜ こうへい、1930年または1931年 - 2017年 <平成29年> 2月25日）は、日本の政治家。日本社会党、民主党所属の元大阪府議会議員、元大阪府議会副議長。旭日中綬章受章。位階は正五位。

## 来歴
1995年大阪府議会議員選挙までは日本社会党公認で出馬し同選挙では堺市選挙区で6位当選 (定数11)。1997年5月 徳永春好議長とともに大阪府議会副議長に就任。1999年大阪府議会議員選挙では民主党に鞍替えし同選挙区 (定数10) で5位再選。2003年大阪府議会議員選挙でも同選挙区 (定数10) で5位再選。2007年大阪府議会議員選挙では堺市が政令指定都市に移行したことに伴い同市西区選挙 (定数2) で1位当選。2011年1月 関西広域連合臨時議会において年長議員として臨時議長を務める。
政治家引退後は保育園を運営する法人の理事長を務めた。

## 栄典
- 2013年11月 平成25年秋の叙勲で旭日中綬章を受章[9][10]
- 死没日をもって正五位に叙位された[2]